# 安徽省六安第一中学
安徽省六安第一中学，简称六安一中，创办于清朝光绪三十二年（1906年），是一所百年名校。1960年代先后被评为全省、全国文教战线先进单位，1961年被安徽省教育厅命名为“安徽省重点中学”，1999年评为安徽省首批示范高中。校区分别位于安徽省六安市金安区解放北路55号和解放中路699号。

## 历史
六安第一中学历史悠久。其前身是中華人民共和國成立前的六安县立中学与安徽省立六安中学，六安县中又应追溯到清朝光绪三十二年（1906年）建立的六安州中学堂。

### 州中学堂时期
1906年，皖西绅士吕美彬以“兴国之要惟在人才”为初衷，建立了皖西地区首所新式中学，定名为六安州中学堂，位于城内东大街考棚处，孝廉汪祖树为首任监督（即堂长）；1908年，开始实行文实分科。

### 县立中学时期
1912年，六安废州设县，更名为六安县中学校；次年，奉省令停办。
1922年，教育部规定中学分初、高两级，1925年更名为六安县立初级中学；因学生运动，1930年，国民党县政府、县党部勒令学校停办。
1935年，学校恢复，同年，对外招收女生，实行男女同校。
1939年，为防日机空袭，学校迁至张店乡胡大湾，同年12月，胡苏明出任校长，任内积极充实师资、经费等，使学校得以扩充规模、成为完全制中学，校名也更改为六安县立中学。

### 多校合并
1946年春，因抗日战争胜利，安徽省政府从金寨县流波石童迁回至合肥，设在流波石童的省立第一临时中学迁往六安苏家埠陕西会馆、后又迁六安城北，并更名为安徽省立六安中学。
1949年2月，六安全境解放，在原省立六安中学和六安县立中学等多所学校的基础上，合并成立了皖西公立六安中学，由胡苏明任校长，张月潭任副校长。设初、高中各六个班，有学生333人，教职工35人，在校政上强调加强党的领导、向工农开门等政策。

### 中华人民共和国建国后
新中国建国后，学校又经历了多次调整和更名。1949-1951年，先后更名为六安专区公立六安中学、六安行政区公立六安高级中学、皖北区六安高级中学，由于六安高级中学普通科与六安初级中学合并，又更名为皖北区六安中学。1953年夏，更名为安徽省六安中学，张月潭任校长；1958年秋，更名为安徽省六安高级中学。
1960年，安徽省教育厅确定其为省属重点中学；同年6月，国务院确定其为全国文教战线“先进单位”。1964年5月，更名为安徽省六安第一中学，沿用至今。
1966—1977年文化大革命期间，"文化革命工作组"进驻六安一中，成立"文化革命委员会"，接管学校一切工作，学校停课，使学校教育遭受空前浩劫。
1978年春，安徽省教育厅恢复六安一中为省属重点中学，并先后在学校推行分科、教材等教学改革实验；1999年，安徽省教育厅确定其为省级示范高中。
新世纪之交，六安一中围绕“规模做大，质量做强”的办学目标，探索综合素质教育和第二课堂建设，推行聘任制改革、师德师风教育和教学研究，并在2001-2005年兴建或翻新了主校区的教学主楼、田径场、图书馆、艺体馆、学生餐厅等设施。
2020年，六安一中扩建项目在南山新区启动，占地面积约35万平方米、建筑面积约20.6万平方米；自2021级新生起，六安一中录取的学生在南山新校区就读。
先后被清华、北大、中科大等70余所高校授予“优质生源基地”，同时曾被授予“中国百强中学”、全国校务公开先进单位、全国三八红旗单位、全国五四红旗团委、安徽省先进集体、安徽省花园式学校等荣誉称号。是2003年安徽高考文科状元母校，2006年安徽高考理科状元母校。

## 治理架构
安徽省六安第一中学为财政全额拨款的正处级事业单位，主管部门为六安市教育局。学校下设校办室、教务处、总务处、政教处、教科室、信息中心、团委、工会等内设机构。
六安一中教育集团除校本部（三里桥老校区和南山新校区）外，还下辖六安一中东校区（2012年筹建、原六安五中）、民办高中六安中学（2005年创办）、民办初中皋城中学（2002年创办）等多所学校。

## 校园文化

### 校训
敦品砺学，以天下为己任

### 学生社团
模拟联合国协会、模拟法庭协会、心理成长社团、BIE商业模拟社团、国学社、生命科学协会、青年志愿者协会、思辨阁等

## 相关事件
2011年8月17日，由于组织学生周六补课等一系列违规办学行为，被省教育厅查处并正式取消六安一中省级示范高中资格。
经整改，2012年8月7日，安徽省教育厅恢复六安一中“省级示范性普通高中”称号。

## 著名校友

### 科学界
江碧涛（1981级，中国工程院院士）
傅强（1989级，2020年度国家自然科学一等奖获得者）
葛健（1981级，佛罗里达大学终身教授、中科院上海天文台研究员 博士生导师）